# Макушино
Маку́шино (рос. Макушино) — місто, центр Макушинського округу Курганської області, Росія. Адміністративний центр та єдиний населений пункт Макушинського міського поселення.
Населення — 7810 осіб (2017, 8338 у 2010, 9899 у 2002).